# Effetto Hall quantistico
L'effetto Hall quantistico è l'equivalente quantistico dell'effetto Hall (che prende il nome dal fisico Edwin Hall). L'effetto Hall quantistico è osservato in sistemi elettronici bidimensionali ad alta mobilità e basso disordine. 
In un sistema elettronico raffreddato a basse temperature, in genere inferiori a 1 K e sottoposto a un forte campo magnetico, la conduttanza di Hall {\displaystyle \sigma } (definita come il reciproco della resistenza di Hall) può assumere solo valori multipli interi di un quanto fondamentale di conduttanza:
{\displaystyle \sigma ={\frac {I}{V_{Hall}}}=\nu \;{\frac {e^{2}}{h}}}
dove:
- I è la corrente iniettata
- {\displaystyle V_{Hall}} la tensione di Hall
- e indica la carica elementare dell'elettrone,
- h è la costante di Planck.
- {\displaystyle e^{2}/h} è il quanto fondamentale di conduttanza.

Il prefattore prende valori interi ({\displaystyle \nu =1,2,3,\dots }) nel caso di effetto Hall quantistico ordinario, mentre nell'effetto Hall quantistico frazionario assume valori di frazioni con numeratore intero e denominatore intero dispari ({\displaystyle \nu ={\frac {1}{3}},{\frac {2}{5}},{\frac {3}{7}},{\frac {2}{3}},{\frac {3}{5}},{\frac {1}{5}},{\frac {2}{9}},\dots }).
Gli intervalli del valore del campo magnetico {\displaystyle B} per i quali si osservano questi effetti sono centrati intorno a valori di {\displaystyle B} tali che:
{\displaystyle B={\frac {nh}{e\nu }}},
dove:
n è la densità degli elettroni
La larghezza di tali intervalli cresce all'aumentare del livello di disordine presente nel sistema elettronico.
In corrispondenza di tali intervalli il sistema è quantizzato, in quanto il suo comportamento a livello macroscopico dipende in modo critico da effetti quantistici (come avviene per esempio nei superconduttori o nei superfluidi). La quantizzazione del sistema ha l'effetto di annullare la probabilità di urti dissipativi tra portatori di carica e reticolo cristallino e di conseguenza di azzerare la resistenza longitudinale.
La caratteristica sorprendente dell'effetto Hall quantico intero è la persistenza della quantizzazione al variare della densità elettronica. Poiché la densità degli elettroni rimane costante quando il livello di Fermi è all'interno della banda proibita, tale situazione corrisponde a quella in cui vi è una densità finita di stati localizzati dove si trova il livello di Fermi, è un fenomeno simile alla localizzazione di Anderson.

## Applicazioni
La quantizzazione della conduttanza di Hall è estremamente precisa. Attualmente le conduttanze di Hall misurate danno valori che sono multipli interi o frazionari di {\displaystyle e^{2}/h} con precisioni vicino a una parte per miliardo (10-9). È stato dimostrato che questo fenomeno, conosciuto come "quantizzazione esatta", è una manifestazione secondaria dell'invarianza di gauge. Questo fatto ha permesso la definizione di un nuovo standard per la resistenza elettrica; come unità si usa la costante di von Klitzing RK (in onore di Klaus von Klitzing che scoprì la quantizzazione esatta). Nel 1990 il suo valore è stato fissato per convenzione, a RK-90 = 25 812,807 Ω, ed è usata per la calibrazione delle resistenze in tutto il mondo. L'effetto Hall quantistico, inoltre, permette una determinazione estremamente precisa e indipendente della costante di struttura fine, una quantità di fondamentale importanza nell'elettrodinamica quantistica.

## Storia

### Quantizzazione intera
La quantizzazione intera della conduttanza di Hall fu predetta da Ando, Matsumoto e Uemura sulla base di calcoli approssimati
. In seguito molti lavorarono osservando gli effetti degli esperimenti eseguiti sul canale di inversione dei MOSFET
. Fu solo nel 1980 che Klaus von Klitzing lavorando nel laboratori di alti campi magnetici di Grenoble su un campione preparato da  Michael Pepper e Gerhard Dorda fece l'inattesa scoperta che la conduttanza di Hall è esattamente quantizzata. Per questa ricerca, von Klitzing vinse il Premio Nobel per la fisica del 1985. Il collegamento fra la quantizzazione esatta e l'invarianza di gauge fu trovata da Robert Laughlin
che ha collegato la conduttività quantizzata al trasporto di carica quantizzato nella pompa di carica di Thouless.
La maggior parte degli esperimenti effetto quantistico intero è fatto su eterostrutture di Arseniuro di Gallio. Nel 2007 è stato osservato l'effetto hall quantistico intero a temperatura ambiente nel grafene
 e nell'ossido di Zinco Magnesio ZnO–MgxZn1−xO
.

### Quantizzazione frazionaria
L'effetto Hall quantistico frazionario è stato osservato da Daniel Tsui e Horst Störmer nel 1982 durante sperimentazioni  sull'eterostruttura dell'arseniuro di gallio sviluppati da Arthur Gossard. Nel 1983 Robert B. Laughlin ne diede la spiegazione sfruttando un nuovo stato chiamato liquido quantico, fondamentale per studiare gli effetti delle interazioni tra elettroni. Tsui, Störmer e Laughlin vinsero nel 1998 il Premio Nobel per la fisica grazie al loro lavoro. L'effetto fu spiegato nuovamente da Jainendra Jain considerando l'esistenza di particelle composite emergenti, formate da elettroni con campo magnetico annesso. L'effetto Hall quantistico frazionario continua a influenzare le teorie sulla classificazione delle particelle quantiche.

## Connessione tra effetto Hall quantistico intero e livelli di Landau
In due dimensioni, quando gli elettroni si muovono in un campo magnetico seguono classicamente delle orbite circolari, se il sistema è trattato da un punto di vista della meccanica quantistica gli orbitali sono quantizzati. I livelli energetici di questi orbitali quantizzati possono assumere solo dei valori discreti:
{\displaystyle E_{n}=\hbar \omega _{\text{c}}\left(n+{\tfrac {1}{2}}\right),}
dove {\displaystyle \omega _{\rm {c}}={\frac {eB}{m^{*}}}} è la frequenza di ciclotrone. Questi orbitali sono denominati livelli di Landau, e a deboli campi magnetici, la loro esistenza dà luogo a molte oscillazioni quantistiche come le oscillazioni di Shubnikov–de Haas e l'effetto de Haas–van Alphen (che spesso viene utilizzato per caratterizzare la superficie di Fermi nei metalli). Quando il campo magnetico è molto intenso, i vari livelli di Landau diventano altamente degenerati (cioè molte particelle singole possono avere la stessa energia {\displaystyle E_{n}}. Il numero di stati degeneri di un singolo livello di Landau di un campione di area {\displaystyle A} è pari a:
{\displaystyle N=2{\frac {BA}{\Phi _{o}}},}
Dove {\displaystyle \Phi _{o}=h/2e\approx 2,07\cdot 10^{-15}\ Wb} è il quanto di flusso. Quindi per un campo magnetico sufficientemente intenso ogni livello di Landau ha così tanti livelli che tutti gli elettroni liberi del sistema trovano una collocazione in pochi livelli di Landau: questo è il regime in cui si osserva l'effetto Hall quantistico.

## Esperimenti
Il 22 marzo 2013 viene osservato l'effetto Hall quantistico di Spin nei fotoni, usando fasci di luce polarizzata su superfici di materiale creati ad hoc per la verifica sperimentale
A giugno 2013 un gruppo del NIST verifica l'effetto Hall quantistico di spin in un condensato di atomi di rubidio, creando un prototipo di transistor spintronico.